# Lechea mucronata
Lechea mucronata är en solvändeväxtart som beskrevs av Constantine Samuel Rafinesque. Lechea mucronata ingår i släktet Lechea och familjen solvändeväxter. Inga underarter finns listade i Catalogue of Life.